# Sant Ermengol d'Urgell

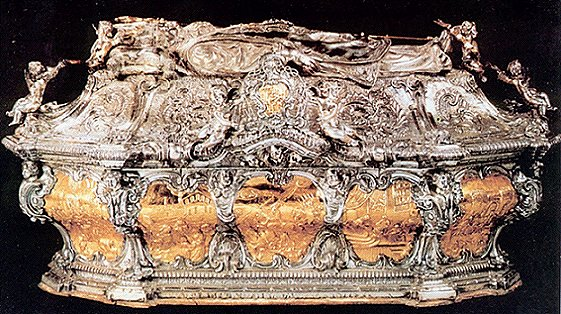
Urna d'argent amb les restes de sant Ermengol, a la catedral de la Seu d'Urgell (Museu Diocesà), obrada per Pere Llopart en 1755

Ermengol d'Urgell (Aiguatèbia, segona meitat del segle x - El Pont de Bar Vell, 1035) fou un bisbe d'Urgell entre el 1010 i 1035, moment de gran importància en el desenvolupament històric del comtat d'Urgell i la ciutat de la Seu d'Urgell. És venerat com a sant per l'Església catòlica i és el patró principal de la diòcesi i dels municipis de la Seu d'Urgell i el Pont de Bar entre d'altres.

## Biografia
Ermengol era nebot i successor del bisbe Sal·la, pertanyent a la família comtal del Conflent, fou bisbe d'Urgell entre el 1010 i el 1035, vint-i-cinc anys d'activitat extraordinària, espiritual i social. El seu pontificat s'inicià amb la reforma de la canònica catedralícia. Així, Ermengol la dotà amb els béns propis situats al Vallespir, la Cerdanya i l'Alt Urgell.

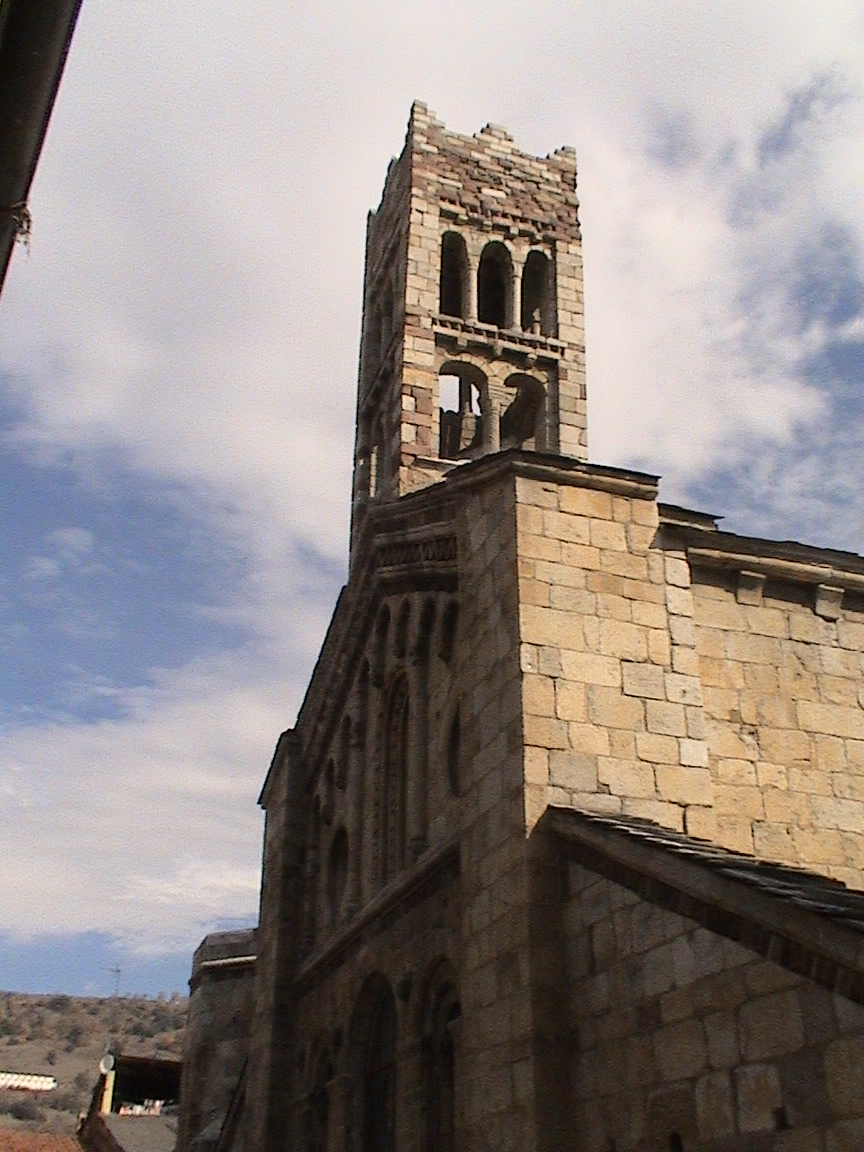
Façana de la catedral d'Urgell, lloc d'enterrament de Sant Ermengol

El 1012 viatjà fins a Roma per veure's amb el Papa Benet VIII, el qual li confirmà tots els seus béns i límits del bisbat, incloent-hi el pagus de la Ribagorça. El 1017 va consagrar bisbe de Roda a Borrell, el qual li jurà fidelitat i el va reconèixer com a superior jeràrquic. No va dubtar a presentar-se a judicis públics en contra de les decisions preses per la noblesa del comtat d'Urgell.
Durant el seu pontificat va afavorir grans obres públiques, com la construcció de ponts i camins per a la millora de la comunicació de l'Urgellet com la construcció dels ponts al Congost dels Tresponts, o el pont a l'antic municipi de Bar on va morir en caure de les bastides del nou pont, i on més tard va créixer una nova població anomenada el Pont de Bar. Es troba enterrat a la cripta de la Catedral d'Urgell, juntament amb la resta de bisbes urgellencs.

## Veneració

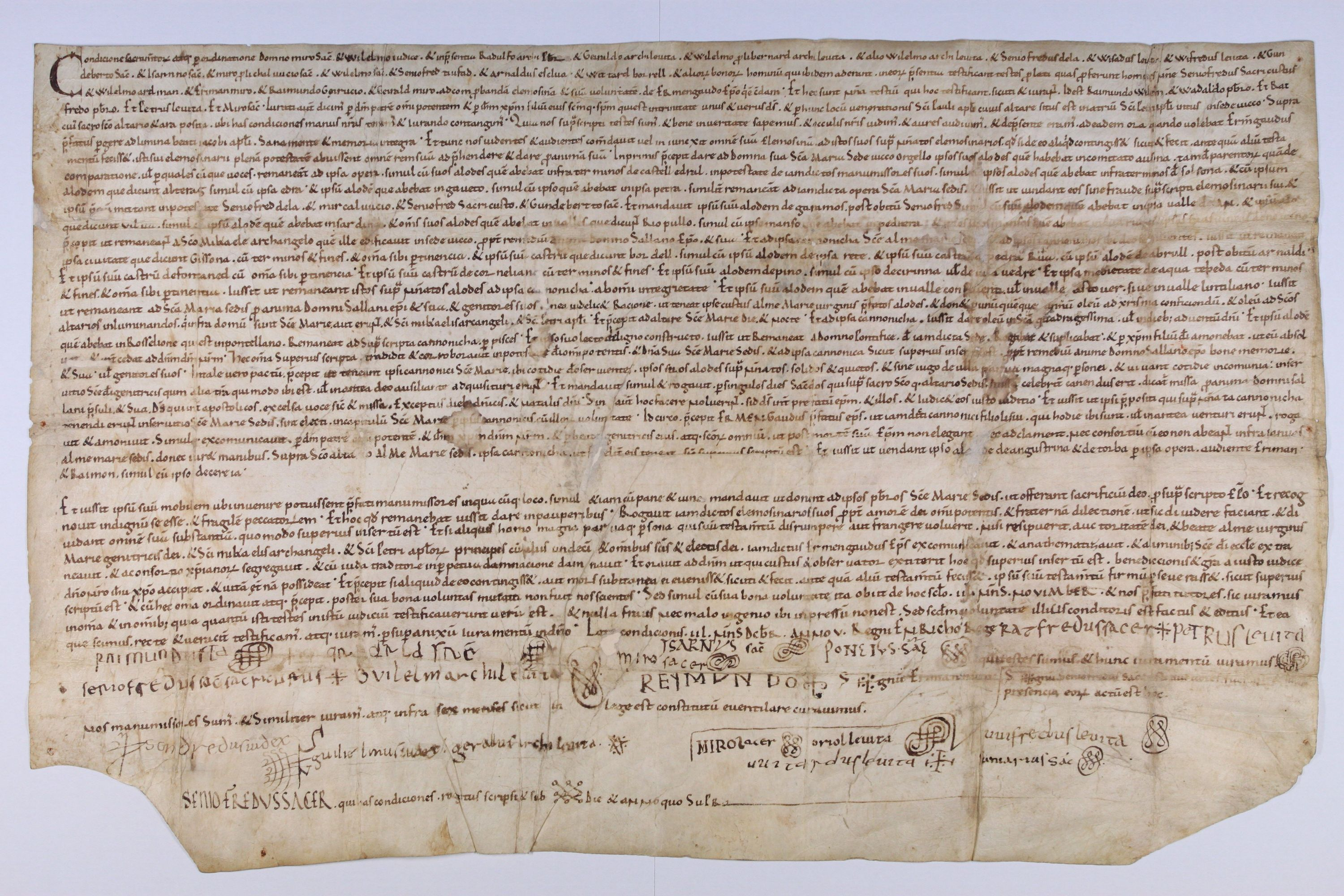
Testament sacramental del bisbe Sant Ermengol conservat a l'Arxiu Comarcal de l'Alt Urgell.

La seva festivitat se celebra el dia 3 de novembre. Ja des de poc després de la seva mort va començar a ésser venerat; el 1044 ja consta el seu culte a la Seu d'Urgell. Durant deu dies del mes d'agost es fa una representació plàstica a la Seu d'Urgell de la vida del sant, dins del claustre de la Catedral, és El Retaule de Sant Ermengol. La representació es duu a terme, des de fa més de 50 anys, per voluntaris de la ciutat de totes les edats. Podem trobar actors que l'han representat des de la primera edició, així com noves incorporacions. És una obra de teatre de valor històric per a la cultura catalana.
A les 12 del migdia les campanes de la catedral toquen en memòria de Sant Ermengol, que segons la llegenda baixava el seu cadàver riu avall i un cop arribat a la Seu d'Urgell, a les 12 de migdia, les campanes varen començar a repicar sense que ningú les toqués. Així es pot veure en el retaule de l'interior de la Catedral d'Urgell.